# ماجد عبد الرحيم
ماجد عبد الرحيم (بالإنجليزية: Majed Abdul Rahim)‏ مواليد 1964، هو مبارز سيف شيش سعودي، شارك في
الألعاب الأولمبية الصيفية 1984 في حدث مبارزة سيف الشيش.

## روابط خارجية
- ماجد عبد الرحيم على موقع أوليمبيديا (الإنجليزية)